# Пішохідний фонтан

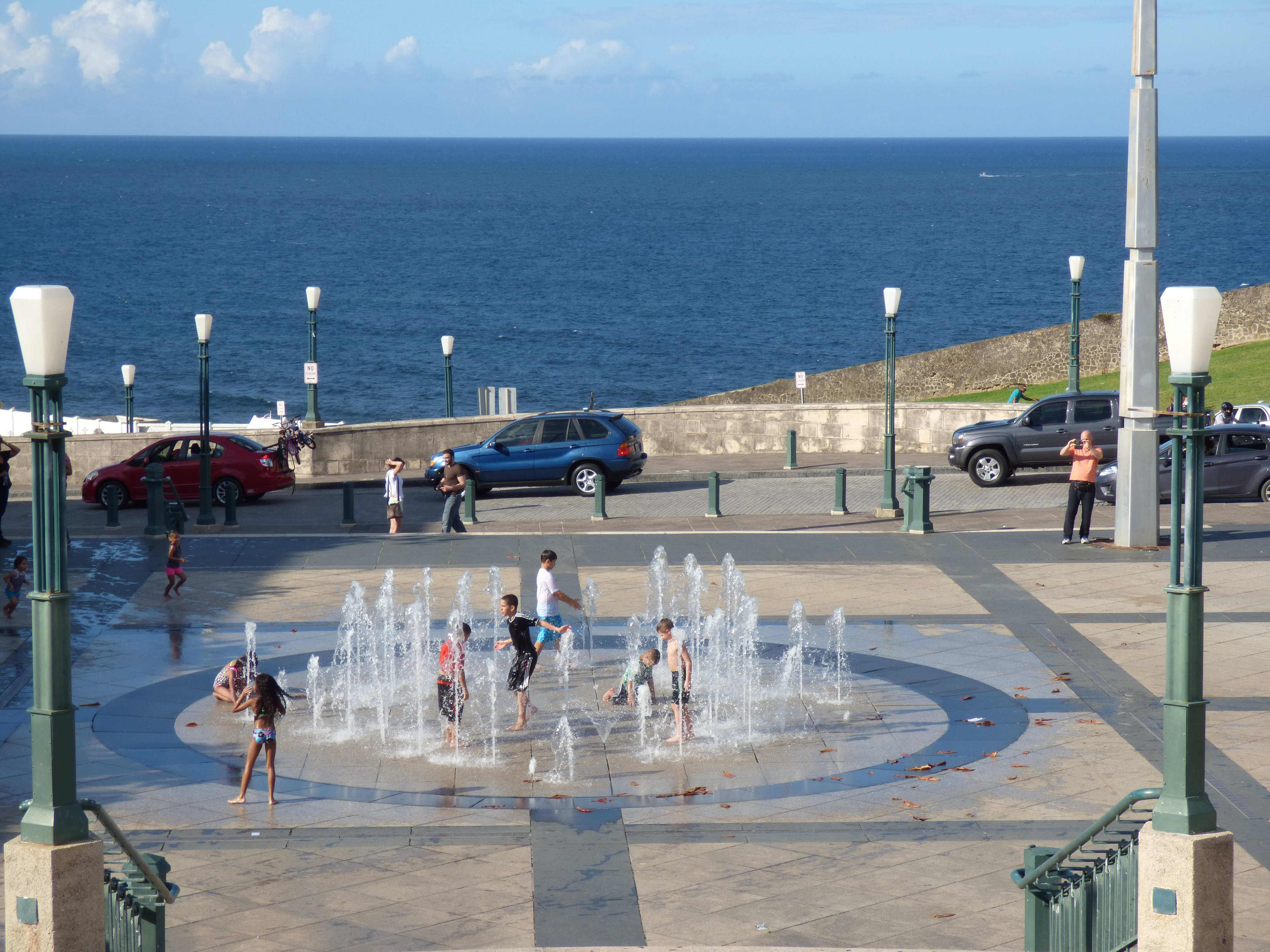
Пішохідний фонтан в Пуерто-Рико

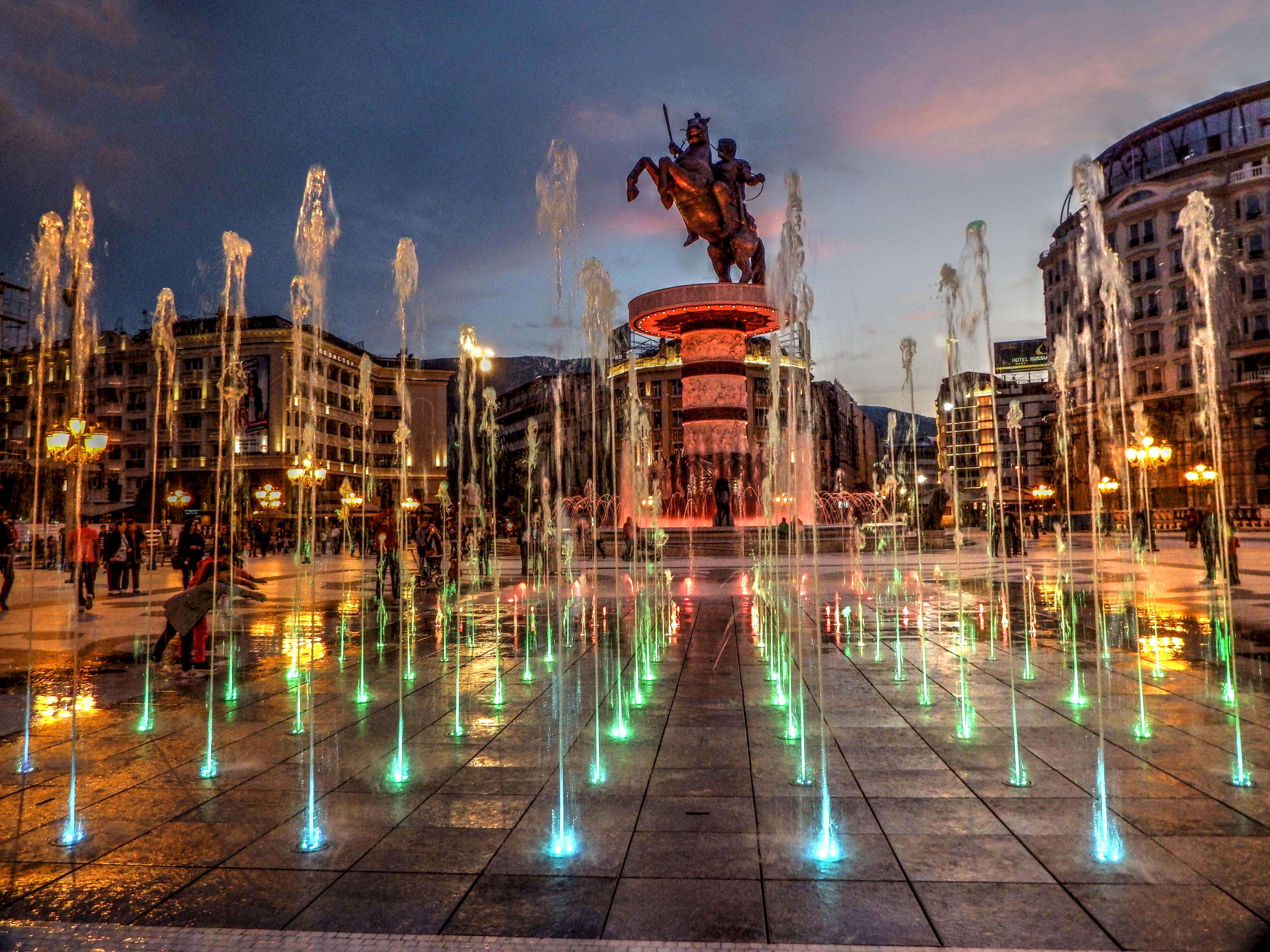
Пішохідний фонтан у столиці Північної Македонії — Скоп'є

Пішохідний фонтан, також сухий фонтан або плюскалка — тип фонтану, що не має видимої чаші, вода б'є з поверхні і одразу відводиться у підземний резервуар.
Часто пішохідні фонтани мають яскраве підсвічування.

## Ужиток
Особливо відвідувані в літній час і передусім поширені в містах, плюскалки надають можливість дітям погратись і охолодитись. Важливо, щоб покриття було неслизьке задля уникнення забоїв.